# Satonius jaechi
Satonius jaechi  (лат.) — вид водных жуков из рода Satonius семейства Torridincolidae подотряда миксофага. Эндемик Китая.

## Распространение
Восточная Азия: Китай, провинция Фуцзянь (Wuyi Shan Mts, Da’an, Upper Chongyang river, 27°57'32N, 117°51'38E, 444 м).

## Описание
Мелкие водные жуки, длина тела от 1,2 до 1,4 мм, ширина 0,8—0,9 мм. Большинство исследованных жуков оказались микроптерными формами с редуцированными задними крыльями (и только один макроптерный экземпляр, с полностью развитыми крыльями). Водные обитатели, питаются водорослями. Встречаются на мокрых скалах и в быстрых водных потоках. Собраны вместе с жуками родов Oocyclus, Enochrus и Coelostoma (Hydrophilidae). Видовое название дано в честь австрийского колеоптеролога Manfred A. Jäch (Naturhistorisches Museum Wien, Вена, Австрия).